# Акчакая
Акчакая (на руски: Акчакая) е безотточна падина в северозападната част на пустинята Каракум, югоизточно от езерото Саръкамъш, в Северен Туркменистан (вилает Дашогуз). Има форма на изпъкнала на юг дъга с дължина около 50 km, ширина около 60 km, относителна дълбочина спрямо околния терен около 200 m. Дъното на падината е на -81 m под морското равнище и е най-ниската точка на Туркменистан и една от най-дълбоките депресии в света. Бреговете ѝ, особено южните, са много високи и стръмни. За първи път е изследвана от руския географ Едуард Макарович Мурзаев през 1935 г.